# Митна справа в Україні
Митна справа в Україні — діяльність органів публічної влади, що стягують митні платежі, контролюють переміщення товарів і транспортних засобів через митний кордон України, формують та реалізують митну політику України. В законодавстві України таку діяльність також називають митною політикою, митним контролем та митним оформленням.
У 2019 році у ході адміністративної реформи створена Державна митна служба України («Нова митниця»), що була відділена від Державної фіскальної служби України та є центральним органом влади, що реалізує митну політику України. Органом, що визначає політику у митній сфері є Міністерство фінансів України. Відповідно до п. 3 Положення «Про Міністерство фінансів України».  Міністерство фінансів України забезпечує формування та реалізацію єдиної державної податкової і митної політики, державної політики з адміністрування єдиного внеску на загальнообов’язкове державне соціальне страхування, державної політики у сфері боротьби з правопорушеннями під час застосування податкового та митного законодавства.
Історично, з 1991 року територіальні органи митниці існували як окремі юридичні особи, керівників яких призначали за погодженням з головами місцевих державних адміністрацій. 2 жовтня 2019 року було прийнято рішення про виведення територіальних органів митниці з-під впливу місцевих адміністрацій. 16 жовтня 2019 року Кабмін затвердив проєкт закону, яким передбачається об'єднання органів митниці у єдину юридичну особу.

## Історія
Історію існування митниці в Україні можливо розділити на такі періоди:
- Досучасний період
- Держмитком (1991-1996)
- Держмитслужба (1996-2012)
- Міндоходів (2012-2014)
- Державна фіскальна служба (2014-2019)
- Нова митниця (2019)

### Досучасний період

#### Митна справа у часи Київської Русі
Уже в 911 році в торговому договорі Київського князя Олега з Візантійським імператором обумовлювалися питання мита й митних стосунків між двома країнами.
За Руссю визнавалося, зокрема, право безмитної торгівлі. «…Нехай, — говориться у договорі про руських купців, — входять до міста … і торгують скільки їм треба, не сплачуючи ніяких зборів.» Київська Русь, вже тоді, мала власну митну систему, стягувала і, за домовленістю з суміжними країнами, сплачувала митні податки.
У 1288 році був виданий Острогомський митний статут, у якому мова йшла про купців з різних країн: Баварії, Польщі, Чехії, Австрії та Київської Русі. Отже, українські митники керувалися у своїй роботі європейськими митними статутами, діяли в єдиному правовому полі з нашими західними сусідами.
На підступах до Києва, Вишгорода та інших міст Київського князівства будувалися застави-фортеці, де вповноважені князем збирачі збирали мито за перевезення товарів та прогін худоби.
Досить складний порядок митних стосунків існував в Україні і за Литовсько-польської держави. Була встановлена чітка система митних зборів за ввіз та вивіз різноманітних товарів. Пограничне мито (його називали цлом) стягувалось митниками, які працювали у митницях (тоді вони називалися митними коморами).

#### Гетьманщина
Чітку систему митної справи мала славна Козацько-гетьманська держава. Починаючи від Богдана Хмельницького, Державний скарб (так іменувалась тоді фінансово-банківська і митна служба України) збирав пограничне мито: евеку (вивізне) і інфуку (ввізне) мито.
В універсалі гетьмана Богдана Хмельницького, датованому 1654 р., встановлювалися митні платежі за товари, що ввозилися на територію Української держави. Як свідчив архідиякон Павло Алепський у своїх записках про подорож до України у 1654 і 1656 рр., митні збори на кордонах щороку приносили у державну скарбницю 100000 червоних золотих.
Керівником митної справи в Україні спеціальним Універсалом Богдана Хмельницького від 28 квітня 1654 року призначено дозорця Астматія (Остматенка), який чимало зробив для організації митної служби Української держави.

#### Українська Народна Республіка
9 січня 1918 року Центральна Рада Української Народної Республіки прийняла IV Універсал, яким проголосила Україну «самостійною, ні від кого незалежною, вільною, суверенною державою українського народу». IV Універсал визначав основні засади самовизначення, державного ладу і перспективи державотворення в Україні, в тому числі, в економічній, торговельній і податковій сфері. «Однині Народна Українська Республіка, — зазначалось в Універсалі, — бере в свої руки найважливіші галузі торгівлі і всі доходи з неї повертатиме на користь народу. Торг товарами, які будуть привозитись з-за кордону і вивозитись за кордон, буде вести сама держава наша».
У 1918 році за рішенням гетьмана Павла Скоропадського було організовано Корпус прикордонної варти, якому була доручена не лише охорона кордону України, а й здійснення окремих митних функцій. Кістяком цієї правоохоронної структури став Запорізький корпус, створений Центральною Радою ще у 1917 році. Військовики Корпусу вели боротьбу з контрабандою, контролювали переміщення вантажів і товарів через українсько-російський та українсько-румунський кордон. Водночас, для організації роботи по зміцненню фінансової бази і митної справи у країні гетьман у складі Міністерства фінансів створив Департамент митних зборів, директором якого було призначено П. Андреєва.

#### Радянський Союз
Окреслюючи історичний шлях українських митників, необхідно відзначити позитивний досвід і професійну майстерність, яких вони набули протягом останніх десятиріч в умовах колишнього Союзу РСР. Працюючи в досить складній соціально-економічній обстановці, переважна більшість митників самовіддано служили народові, подавали приклад виконання громадського обов'язку.
До жовтня 1917 року митна справа в Росії здійснювалась Департаментом митних зборів згідно Митного статуту 1910.
22 квітня 1918 року декретом РНК було запроваджено державну монополію зовнішньої торгівлі, а отже митниця стала виконувати виключно функцію контролю за переміщенням товарів та державної монополії на зовнішню торгівлю.
14 грудня 1924 року затверджено Митний статут СРСР.
19 грудня 1928 року затверджений Митний кодекс СРСР.
5 травня 1964 року затверджено Митний кодекс СРСР.
26 березня 1991 року затверджено Митний кодекс СРСР.
З 1985 році змінюється вектор розвитку. 12 лютого 1986 року Головне митне управління МЗТ перетворюється у Головне управління державного митного контролю при Раді Міністрів СРСР. З 1986 по 1991 закріплений відхід від принципу державної монополії зовнішньої торгівлі. Але функції митних органів на практиці не змінилися.
Станом на 1991 рік нечисленні митниці, що діяли в Україні, були абсолютно безправними. В республіці не було жодних керівних або навіть координуючих структур, які б займалися митною справою. Всі питання — від асигнувань на інфраструктуру до видачі інспекторові форменого кашкета — вирішувались у центрі.
Організацію митної служби в незалежній демократичній Українській державі довелося починати буквально з нуля.

## Незалежна Україна

### Державний митний комітет України (1991-1996)
Історія сучасної митниці в Україні починається з моменту проголошення незалежності України.
25 червня 1991 року прийнятий закон «Про митну справу в Українській РСР», який встановив митними органами Української РСР єдину республіканську систему, що включала:
- Державний комітет митного контролю Української РСР;
- Митниці Української РСР.

Державний  комітет  митного контролю    Української    РСР  створювався Кабінетом Міністрів  Української  РСР. Положення  про Державний комітет митного контролю Української РСР  затверджувалося Верховною Радою Української РСР. Керівництво митною справою здійснювалось Верховною Радою та Кабінетом Міністрів  Української  РСР.
Повноваження створення, реорганізації і ліквідації митниць Української РСР покладалися на Державний комітет митного контролю Української РСР.
Склад митниць Української РСР на 1991 рік:
- 25 митниць (за кількістю областей).
- 49 митних постів:
  - 29 автомобільних пунктів пропуску;
  - 14 залізничних пунктів пропуску;
  - 4 авіаційних пунктів пропуску;
  - 17 морських і річкових пунктів пропуску;
- 2000 осіб.

12 грудня 1991 року введено в дію Митний кодекс, який розділив митницю в Україні на Органи державного регулювання митною справою, що формують митну політику та Митні органи, що її реалізує. Органом державного регулювання визначено Державний митний комітет України. Реалізація митної політики все ще покладалася на:
- Державний митний комітет України;
- митниці України.

Основним завданням Держмиткому було визначено забезпечення захисту економічної безпеки України, додержання законодавства про митну справу, здійснення митного контролю та оформлення.
26 червня 1992 року Україна стала повноправним членом Всесвітньої митної організації. Задля гармонізації та систематизації митного контролю 11 січня 1993 року Декретом Уряду затверджено Єдиний митний тариф України, який встановлює коди та ставки мита на усі можливі групи товарів.
Протягом 1992–1993 відкрито 62 тимчасових пунктів пропуску.
28 січня 1994 року змінами у Митний кодекс повноваження створення Держмиткому передано Президенту України, передбачено створення Кабінетом Міністрів України територіальних митних управлінь, а створення митних органів Держмитком став повинен погоджувати з Міністерством фінансів України.

### Державна митна служба України (1996-2012)
29 листопада 1996 року Указом Президента України «Про Державну митну службу України» здійснено кардинальну реорганізацію структури митної системи України, змінено принцип її побудови та управління з територіального на регіональний. На базі ліквідованого Державного митного комітету України утворено Державну митну службу України, як центральний орган виконавчої влади.
До реорганізації:
- 69 митниць;
- 268 митних постів.

Після реорганізації:
- 55 митниць;
- 199 митних постів.

Тобто, ліквідовано 11 митниць, на базі яких розпочали роботу менші за чисельністю митні пости.
У структурі митниць створено управління, відділи та сектори:
- в 1997–1998 роках — відділи тарифів та митної вартості, для боротьби із заниженням митної вартості;
- в 1998 році — митні лабораторії у Львові, Дніпропетровську, Харкові та Одесі, для проведення фізико-хімічних досліджень,  матеріало- й товарознавчих експертиз;
- в 1998 році створено Центральну енергетичну митницю (Енергетичну регіональну митниця).

Академії митної служби України, головний навчально-методичний заклад з підготовки кадрів митної справи, центрів перепідготовки та підвищення кваліфікації кадрів у Києві і Хмельницькому, для підготовки фахівців митної справи.
16 серпня 2001 року для спрощення митного контролю згідно наказу Державної митної служби були створені «зелений» та «червоний» коридори.
5 квітня 2001 року прийнято Закон України «Про Митний тариф України». В його основу покладено Українську класифікацію товарів зовнішньоекономічної діяльності, яка базується на Гармонізованій системі опису та кодування товарів. Законом встановлено, що визначення нових та зміна діючих ставок ввізного мита, здійснюється Верховною Радою України шляхом прийняття законів України з урахуванням висновків Уряду.
17 травня 2002 року відповідно до Указу Президента України держава приєдналась до Міжнародної конвенції про Гармонізовану систему опису та кодування товарів (Женевська конвенція) [Архівовано 5 березня 2016 у Wayback Machine.], що сприяло спрощенню митних процедур.
11 липня 2002 року Президентом України підписано прийнятий Верховною Радою України новий Митний кодекс, який закріпив в національному законодавстві основні положення ряду міжнародних конвенцій та угод з питань митної справи, у тому числі й ГАТТ/СОТ.
Чисельний склад на 1 січня 2004 року складав:
- 18300 осіб.

#### Вступ до ВМО (1997-1998)
У 1997 році Державну митну службу обрано до складу Фінансового комітету Всесвітньої митної організації, а 1998 році — до складу Політичної комісії цієї організації.

###### Діяльність у рамках ВМО
25 червня 2022 року, на 139/140 сесії Всесвітньої митної організації, Україну обрали від Європейського регіону до Аудиторського комітету Всесвітньої митної організації – одного з найважливіших статутних органів організації. Діяльність комітету включає: 
- надання рекомендацій Політичній комісії ВМО та Генеральному секретарю ВМО з питань внутрішнього аудиту;
- затвердження річних планів зовнішнього та внутрішнього аудиту ВМО;
- моніторинг виконання Стратегічного плану організації;
- розподіл бюджету та вимір ефективності політик та практик ВМО;
- виявлення та зменшення значних ризиків для ВМО;
- контроль прозорості виборів на посади Генерального секретаря, його заступника та директорів ВМО тощо.

Представник України братиме участь у роботі комітету протягом трьохрічного періоду, починаючи з 2022/2023 фінансового року.

#### Вступ до СОТ (2005-2008)
На початку 2005 року Президент України Віктор Ющенко проголосив приєднання України до Світової організації торгівлі одним із першочергових пріоритетів зовнішньоекономічної політики на 2005 рік.
5 лютого 2008 року на засіданні Генеральної Ради Світової організації торгівлі (СОТ) Україні запропоновано стати її членом. Того ж дня Президент України Віктор Ющенко та керівники СОТ підписали угоду про вступ України до організації. 10 квітня 2008 року Верховна Рада ратифікувала угоду. 16 травня 2008 року Україна стала 152-им офіційним членом СОТ.

### Міністерство доходів і зборів (2012-2014)
13 березня 2012 року прийнятий, а 1 червня 2012 року набрав чинності новий Митний кодекс України.
4 лютого 2013 року затведржено план заходів з реорганізації Державної митної служби. Основними кроками визначено:
- реєстрація запису про реорганізацію в ЄДР ЮО;
- інвентаризація;
- передача об'єктів та активів;
- закриття рахунків, боргів;
- звільнення з пропонуванням посад у Міністерстві доходів і зборів;
- припинення.

4 липня 2013 року змінами до Митного кодексу України слова «митний орган», «митна служба» замінені — на слова «органи доходів і зборів».
Міністерство доходів і зборів ліквідоване 1 березня 2014 року. Органи доходів і зборів підпорядковано Міністерству фінансів.

### Державна фіскальна служба (2014-2019)
Постановою Кабінету Міністрів від 21 травня 2014 р. прийнято рішення створити Державну фіскальну службу шляхом реорганізації Міністерства доходів і зборів.

#### Структура
У Державній фіскальній службі за митний контроль та оформлення відповідають наступні підрозділи:
- Департамент організації митного контролю та оформлення;
- Департамент адміністрування митних платежів та митно-тарифного регулювання;
- Департамент організації протидії митним правопорушенням та міжнародної взаємодії;
- Департамент таргетингу та управління митними ризиками;
- Управління митної статистики.

### Нова митниця (з 2019 року)
18 грудня 2018 року Кабінет Міністрів утворив Державну податкову (ДПС) та Державну митну (ДМС) служб, реорганізувавши Державну фіскальну служби шляхом поділу.
5 липня 2019 року головою Державної митної служби було призначено Максима Нефьодова, який переміг на конкурсі на посаду голови Державної митної служби.
23 липня 2019 року Прем'єр міністр України Володимир Гройсман підписав розпорядження, яким затверджено план заходів реформування органів, що реалізують податкову та митну політику.
13 травня 2020 року Прем'єр-міністр України Денис Шмигаль підписав розпорядження № 569-р "Деякі питання реалізації концептуальних напрямів реформування системи органів, що реалізують державну митну політику".

#### Структура
У Державній митній службі за митний контроль та оформлення відповідають наступні підрозділи:
- Департамент організації митного контролю та оформлення;
- Департамент профілювання митних ризиків;
- Департамент запровадження міжнародної транзитної системи.

## Функції та завдання митних органів
Функції та завдання митних органів України регламентовані наступними законами:
- 1991-2003: стаття 9 Митного Кодексу України визначала головні завдання, які повинні розв'язувати митні органи України[27];
- 1991-2004: стаття 6 «Компетенція митних органів України» ЗУ «Про митну справу в Україні» визначала функції, а стаття 9 «Митні органи» Митного кодексу України завдання;
- 2002-2012: стаття 11 «Здійснення митної справи» Митного кодексу України 2002 року визначала завдання для митних органів;
- 2012-т.ч.: стаття 544 «Призначення та основні завдання органів доходів і зборів» нового Митного кодексу України визначає завдання митних органів;
- 2024: Закон «Про внесення змін до Митного кодексу України щодо запровадження атестації посадових осіб митних органів»[28].

## Структура

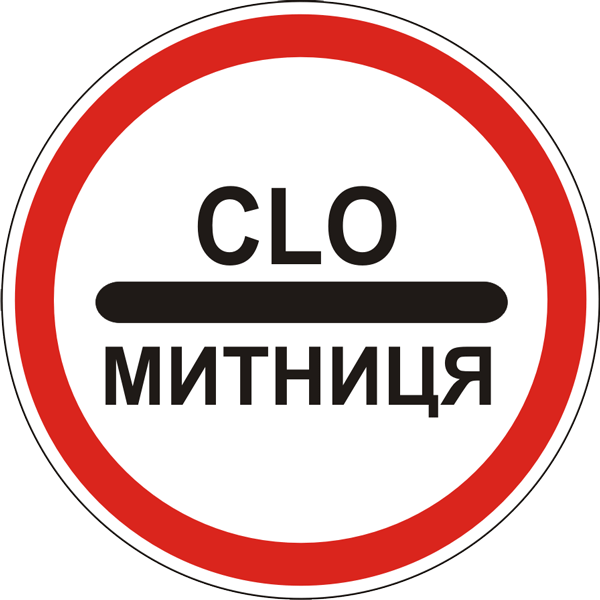
знак митниці згідно Віденської конвенції про дорожні знаки та сигнали

Організація митниці в Україні, як і системи органів виконавчої влади інших сфер політики, має багаторівневу структуру, а саме:
- Політичний орган (міністерство фінансів, міністерство доходів та зборів);
  - Центральний орган (головне митне управління, державний митний комітет, державна митна служба, департамент міністерства, департамент фіскальної служби);
    - Дочірні організації першого рівня (регіональні та спеціалізовані митниці);
      - Дочірні організації другого рівня (митні пости).

### Політичний та законодавчий орган
Система управління митною справою починається з органу законодавчої ініціативи. Це той орган, що визначає митну політику України, ініціює реформи, змінює митні тарифи та визначає категорії предметів, дозволені до обігу.
У Радянському Союзі таким органом було Міністерство зовнішньої торгівлі СРСР, у склад якого входило Головне митне управління (ГМУ). Під час перебудови 1985-1990 років митна політика була змінена, ГМУ переходить від керівництва Мінзовнішторгу та реорганізується на Головне управління державного митного контролю при Раді Міністрів СРСР.
У незалежній Україні починається формування самостійних митних органів. У 1990 році Рада Міністрів УРСР та Комісія Верховної Ради з питань економічної реформи і управління народним господарством створюють незалежний від СРСР орган Управління державного митного контролю при Раді Міністрів УРСР, на базі якого Кабмін створює Державний комітет митного контролю УРСР, що згодом перетворюється на Державний митний комітет України (Держмитком).
У 1994 році згідно змін до Митного кодексу 1991 року Держмитком погоджувати реорганізацію з Міністерством фінансів України.
У 1995 році Держмитком став підвідомчим Кабінету міністрів.
У 1997 році в результаті реформи створюється Державна митна служба України, підзвітна Президенту України і Кабінету Міністрів України.

### Центральний орган виконавчої влади
Центральний митний орган займається створенням та керівництвом регіональних митниць, контроль за додержанням митного законодавства на місцях.

### Дочірні (територіальні та спеціалізовані) органи
Як і в інших сферах управління, окрім центрального органу виконавчої влади в системі органів митниці існують територіальні органи. Їхня кількість змінювалася протягом всієї історії України як в більший, так і в менший бік.

#### Реорганізація 2012 року
Відповідно до наказу Державної митної служби України від 10.08.2012 р. № 397 визначено спеціалізованими митними органами:
- Департамент розвитку митної інфраструктури та міжнародного співробітництва;
- Департамент боротьби з контрабандою, аналізу ризиків та протидії корупції;
- Департамент митних інформаційних технологій та статистики;
- Центральне митне Управління лабораторних досліджень та експертної роботи;
- Центр підвищення кваліфікації, перепідготовки працівників та кінології Держмитслужби.

#### Реорганізація кінця 2019 року
2 жовтня 2019 року Кабмін затвердив територіальну структуру нової Державної митної служби. Цим документом планується створення 16 регіональних та 2 спеціалізованих органи Дермитслужби.
| Орган, що створюється                                                              | Дата створення   | ЄДРПОУ   | Орган, який реорганізовується                                                                            |
| ---------------------------------------------------------------------------------- | ---------------- | -------- | --- |
| Азовська митниця Держмитслужби                                                     |                  |          | Донецька митниця ДФС                                                                                     |
| Буковинська митниця Держмитслужби                                                  | 6 листопада 2019 | 43332555 | Чернівецька митниця ДФС                                                                                  |
| Волинська митниця Держмитслужби                                                    |                  |          | Волинська митниця ДФС                                                                                    |
| Галицька митниця Держмитслужби                                                     |                  |          | Івано-Франківська митниця ДФС Львівська митниця ДФС Тернопільська митниця ДФС                            |
| Дніпровська митниця Держмитслужби                                                  |                  |          | Дніпропетровська митниця ДФС Запорізька митниця ДФС Кіровоградська митниця ДФС Полтавська митниця ДФС    |
| Закарпатська митниця Держмитслужби                                                 |                  |          | Закарпатська митниця ДФС                                                                                 |
| Київська митниця Держмитслужби                                                     |                  |          | Житомирська митниця ДФС Київська митниця ДФС Київська міська митниця ДФС Черкаська митниця ДФС           |
| Одеська митниця Держмитслужби                                                      |                  |          | Одеська митниця ДФС                                                                                      |
| Північна митниця Держмитслужби                                                     |                  |          | Чернігівська митниця ДФС                                                                                 |
| Подільська митниця Держмитслужби                                                   |                  |          | Вінницька митниця ДФС Хмельницька митниця ДФС                                                            |
| Поліська митниця Держмитслужби                                                     |                  |          | Рівненська митниця ДФС                                                                                   |
| Слобожанська митниця Держмитслужби                                                 |                  |          | Сумська митниця ДФС Харківська митниця ДФС                                                               |
| Східна митниця Держмитслужби                                                       |                  |          | Луганська митниця ДФС                                                                                    |
| Чорноморська митниця Держмитслужби                                                 |                  |          | Миколаївська митниця ДФС Митниця ДФС у Херсонській області, Автономній Республіці Крим та м. Севастополі |
| Енергетична митниця Держмитслужби                                                  |                  |          | Енергетична митниця ДФС                                                                                  |
| Координаційно-моніторингова митниця Держмитслужби                                  |                  |          | |
| Спеціалізована лабораторія з питань експертизи та досліджень Держмитслужби         |                  |          | Департамент податкових та митних експертиз ДФС                                                           |
| Департамент спеціалізованої підготовки та кінологічного забезпечення Держмитслужби |                  |          | Департамент спеціалізованої підготовки та кінологічного забезпечення ДФС                                 |

#### Станом на вересень 2019 рік
Станом на вересень 2019 року територіальні органи підпорядковані Державній фіскальній службі.

### Дочірні органи другого рівня (Митні пости)
Митні пости — структурні підрозділи регіональних митниць, які безпосередньо здійснюють митний контроль, митне оформлення, стягнення зборів та інші завдання митної справи.
Митні пости України:
- Ягодин (створений 29 квітня 2002 р.)[37];
- Рава-Руська;
- Краковець;
- Порубне;
- Шегині;
- Ужгород;
- Чоп.

## Керівництво

### Список голів Держмиткому
- Коваль Олексій Михайлович
- Колос Анатолій Вікторович
- Кравченко Юрій Федорович
- Деркач Леонід Васильович

### Список голів Міністерства доходів і зборів
- Клименко Олександр Вікторович (Міністр доходів і зборів України)
- Білоус Ігор Олегович (Перший заступник Міністра доходів і зборів України)

### Список голів ДФС
| №    | ПІБ                         | Початок повноважень | Закінчення повноважень | Примітки |
| ---- | --------------------------- | ------------------- | ---------------------- | --- |
| 1    | Білоус Ігор Олегович        | 4 червня 2014       | 23 березня 2015        | Відсторонений Прем'єр-міністром А. Яценюком 24 лютого 2015 у зв'язку з оприлюдненою у ЗМІ інформацією про зловживання в ДФС, на митниці, у податковій міліції |
| 2    | Насіров Роман Михайлович    | 5 травня 2015       | 3 березня 2017         | Затриманий НАБУ 2 березня 2017 року. Відсторонений наступного дня. Звільнений 31 січня 2018                                                                   |
| в.о. | Продан Мирослав Васильович  | 3 березня 2017      | 5 вересня 2018         | Звільнився за власним бажанням після повідомлення підозри в незаконному збагаченні                                                                            |
| в.о. | Власов Олександр Сергійович | 5 вересня 2018      | 17 липня 2019          | Звільнився за власним бажанням після скандалу з Президентом Зеленським                                                                                        |
| в.о. | Гутенко Денис Вікторович    | 23 липня 2019       |                        | |

## Символіка
Символіка митних органів змінювалася з реформуванням центрального митного органу.

### 2003-2013
У 2003 році Указом Президента України засновано емблему, прапор Державної митної служби та штандарт її голови.
Символіка проіснувала до 24 грудня 2012.

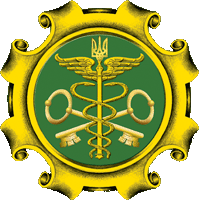
Емблема Державної митної служби України
Прапор Державної митної служби України
Штандарт Голови Державної митної служби України

### 2013-2014
У 2013 році митниця стала частиною Міністерства доходів і зборів.

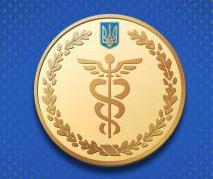
Логотип Міністерства доходів та зборів України

### 2014-2019
З 2014 року використовується символіка Державної фіскальної служби України

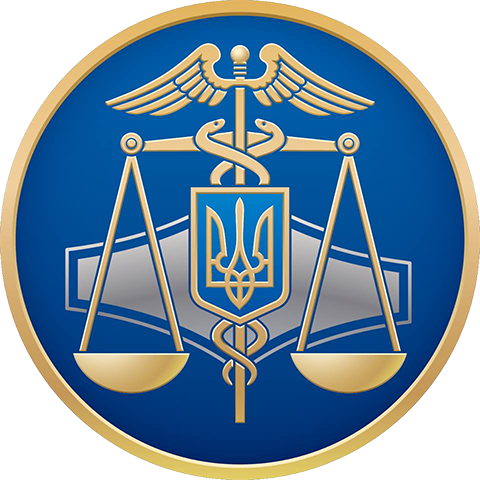
Емблема Державної фіскальної служби України

## Спеціальні звання та знаки розрізнення співробітників митної служби
Для співробітників державної митної служби Постановою Верховної Ради України від 5 лютого 1992 р. № 2099-XII «Про персональні звання державної митної служби України» встановлювались персональні звання та відповідні знаки розрізнення.
Митним кодексом України від 11 липня 2002 р. № 92-IV було встановлено спеціальні звання посадових осіб митної служби. Попередні звання зберігалися, а також додавалися нові.
Знаки розрізнення співробітників Державної митної служби згідно Постанови Кабінету Міністрів України № 515 від 31.05.2012 «Про затвердження опису та зразків форменого одягу працівників митної служби, норм забезпечення форменим одягом і строків його носіння»:
|                                        |                                        |                                        |                                        |                              |                              |                              |                                 |                                 |                                 |                                 |                         |                                  |                 |         |
| Дійсний державний радник митної служби | Державний радник митної служби 1 рангу | Державний радник митної служби 2 рангу | Державний радник митної служби 3 рангу | Радник митної служби 1 рангу | Радник митної служби 2 рангу | Радник митної служби 3 рангу | Інспектор митної служби 1 рангу | Інспектор митної служби 2 рангу | Інспектор митної служби 3 рангу | Інспектор митної служби 4 рангу | Інспектор митної служби | Молодший інспектор митної служби | Старший курсант | Курсант |

Згідно закону України від 4 липня 2013 р. № 405-VII «Про внесення змін до Митного кодексу України у зв'язку з проведенням адміністративної реформи» встановлені спеціальні звання посадових осіб органів доходів і зборів. Звання замість позначення «митної служби», отримали «податкової та митної справи».